# Track of Time
Track of Time är den svenska artisten Anna von Hausswolffs debut-EP, utgiven 5 februari 2010 på skivbolaget Kning Disk. Skivan utgavs som två 7"-vinyler och var limiterad till 500 exemplar.

## Låtlista

### Första skivan
A
1. "Track of Time" - 5:57

B
1. "Pills" - 6:06

### Andra skivan
A
1. "Something Is Missing" - 2:31

B
1. "Gloomy Sunday" (Laszlo Javor, Rezső Seress) - 3:48

## Medverkande
- Christopher Cantillo - slagverk
- Anna von Hausswolff - sång, piano, orgel, synth, glockenspiel, munspel
- Stefan Hedborg - slagverk
- Filip Leyman - trummor
- Daniel Ögren - gitarr, tolvsträngad elgitarr, bas, akustisk gitarr

## Mottagande
Zero Music gav betyget 9/10. Recensenten Robert Ryttman skrev "Den här tjejen har en väldigt personlig och speciell röst, som en bluesig blandning av Kate Bush, Caroline af Ugglas och framförallt Diamanda Galas. Så vem kan undvika att lyssna?"

### Fotnoter
1. ↑  ”Track of Time”. Discogs.com. http://www.discogs.com/Anna-von-Hausswolff-Track-Of-Time/release/2143205. Läst 26 augusti 2012.
2. ↑  ”Track of Time”. Zero Music. Arkiverad från originalet den 25 mars 2012. https://web.archive.org/web/20120325033203/http://www.zeromagazine.nu/rec.asp?id=2855. Läst 26 augusti 2012.